# Így jártam apátokkal
Az Így jártam apátokkal (eredeti cím: How I Met Your Father) 2022-es amerikai szitkom, amelyet Isaac Aptaker és Elizabeth Berger alkotott. Ez az Így jártam anyátokkal című sorozat spin-offja A főbb szerepekben Hilary Duff, Chris Lowell, Francia Raisa, Suraj Sharma, Tom Ainsley, Tien Tran, Kim Cattrall látható. 
Amerikában a Hulu mutatta be 2022. január 18-án. Magyarországon a Disney+-on mutatta be 2022. június 14-én.
2022. februárjában bejelentették a második évadot. Az első évad vegyes fogadtatást kapott, és némi kritika is megfogalmazódott a nosztalgia kísérletei ellen, anélkül, hogy bármi újat kínált volna.

## Ismertető
Sophie 2050-ben elmeséli fiának az eseményeket, amelyek azután történtek, hogy 2022 januárjában találkoztak apjával, és hogy végül hogyan jöttek össze.

## Szereplők

### Főszereplők
| Szereplő  | Színész                | Magyar hang        | Leírás |
| --------- | ---------------------- | ------------------ | --- |
| Sophie    | Hilary Duff            | Bogdányi Titanilla | Reménytelenül romantikus fotós, aki lelki társát keres. Bár hisz az igaz szerelemben, nem tud biológiai apjáról, mivel anyja véletlenszerű férfiakkal feküdt le.                                                                          |
| Sophie    | Kim Cattrall (idősebb) | Létay Dóra         | 2050-ben elmeséli a fiának hogyan ismerkedett meg az apjával. |
| Jesse     | Chris Lowell           | Szatory Dávid      | Feltörekvő zenész, aki Uber-sofőrként és zenetanárként dolgozik, aki internetes mémmé vált, miután egy sikertelen házassági ajánlat után elhagyta volt barátnője, Meredith. Siddel él.                                                    |
| Valentina | Francia Raisa          | Sipos Eszter Anna  | Impulzív stylist asszisztens, aki egyben Sophie legjobb barátja és szobatársa, valamint Charlie szerelme. |
| Sid       | Suraj Sharma           | Fehér Tibor        | Jesse legjobb barátja és szobatársa, akinek van egy bárja. Eljegyezte Hannah-t, akit feleségül is vett. |
| Charlie   | Tom Ainsley            | Czető Roland       | Brit arisztokrata, aki feladja örökségét, hogy szerelme Valentina után New Yorkba menjen, miután találkozott vele a londoni divathéten. Később Ellenhez költözik, és mindketten szobatársak lesznek, mielőtt Sid felvette őket csaposnak. |
| Ellen     | Tien Tran              | Lamboni Anna       | Jesse örökbefogadó nővére, aki New Yorkba költözik, hogy szerelmet találjon a feleségétől való válása után. Termelő farmja van. |

### Mellékszereplők
| Szereplő | Színész          | Magyar hang      | Leírás |
| -------- | ---------------- | ---------------- | --- |
| Hannah   | Ashley Reyes     | Dobó Enikő       | Sid felesége. Sebészként dolgozik Los Angelesben, megszökik Siddel, miután megtudta, hogy ösztöndíját meghosszabbították. |
| Meredith | Leighton Meester | Molnár Ilona     | Jesse volt barátnője, aki nyilvánosan elutasította házassági ajánlatot.                                                   |
| Drew     | Josh Peck        | Renácz Zoltán    | Az iskola igazgatóhelyettese, ahol Jesse zeneleckéket tart.                                                               |
| Jasper   | Stony Blyden     | Rohonyi Barnabás | Sid bárjában pultos. |

### További szereplők
| Szereplő          | Színész             | Magyar hang           | Leírás                                                                                                   |
| ----------------- | ------------------- | --------------------- | --- |
| Kapitány          | Kyle MacLachlan     | Czvetkó Sándor        | |
| Robin Scherbatsky | Cobie Smulders      | Németh Borbála        | Riporter.                                                                                                |
| Ian               | Daniel Augustin     | Horváth Illés         | Sophie Tinder randevúja. Tengerbiológus, aki pilótaként Ausztráliába költözik, de visszatért New Yorkba. |
| Becky             | Laura Bell Bundy    | Solecki Janka         | Kapitány harmadik felesége, de otthagyja, mert megtudta, hogy megcsalta.                                 |
| Carl              | Joe Nieves          | Gubányi György István | A McLaren's csaposa.                                                                                     |
| Barney Stinson    | Neil Patrick Harris |                       | |

### Magyar változat
- Magyar szöveg: Garamvölgyi Andrea
- Hangmérnök: Nemes László
- Vágó: Sári-Szemerédi Gabriella
- Gyártásvezető: Cabello-Colini Borbála
- Szinkronrendező: Földi Levente
- Produkciós vezető: Kónya Andrea

A szinkront a Mafilm Audio Kft. készítette.

## 1. évad (2022)
| Sor. | Év. | Cím                                               | Rendező              | Író                                                                        | Premier                            |
| ---- | --- | ------------------------------------------------- | -------------------- | -------------------------------------------------------------------------- | ---------------------------------- |
| 1.   | 1.  | Próbaepizód (Pilot)                               | Pamela Fryman        | Isaac Aptaker, Elizabeth Berger, Carter Bays, Craig Thomas és Emily Spivey | 2022. január 18. 2022. június 14.  |
| 2.   | 2.  | Félelem attól, hogy kimaradsz (FOMO)              | Pamela Fryman        | Isaac Aptaker és Elizabeth Berger                                          | 2022. január 18. 2022. június 14.  |
| 3.   | 3.  | A szerelő (The Fixer)                             | Kimberly McCullough  | Dan Levy                                                                   | 2022. január 25. 2022. június 14.  |
| 4.   | 4.  | Felkavaró harminc (Dirrty Thirty)                 | Pamela Fryman        | Amelie Gillette                                                            | 2022. február 1. 2022. június 14.  |
| 5.   | 5.  | A jó anya (The Good Mom)                          | Morenike Joela Evans | Christopher Encell                                                         | 2022. február 8. 2022. június 14.  |
| 6.   | 6.  | Stacey (Stacey)                                   | Phill Lewis          | Donald Diego                                                               | 2022. február 15. 2022. június 14. |
| 7.   | 7.  | Rivka Rebel (Rivka Rebel)                         | Kelly Park           | Karen Joseph Adcock és Ria Sardana                                         | 2022. február 22. 2022. június 14. |
| 8.   | 8.  | A tökéletes fotó (The Perfect Shot)               | Lynda Tarryk         | Jeremy Roth                                                                | 2022. március 1. 2022. június 14.  |
| 9.   | 9.  | Jay utca (Jay Street)                             | Pamela Fryman        | Ama Quao és Ally Thibault                                                  | 2022. március 8. 2022. június 14.  |
| 10.  | 10. | Minden az időzítésen múlik (Timing Is Everything) | Pamela Fryman        | Isaac Aptaker és Elizabeth Berger                                          | 2022. március 15. 2022. június 14. |

## 2. évad (2023)
| Sor. | Év. | Cím | Rendező                 | Író                                              | Premier                             |
| ---- | --- | --- | ----------------------- | ------------------------------------------------ | ----------------------------------- |
| 11.  | 1.  | Nyugi (Cool and Chill)                                                                                   | Pamela Fryman           | Isaac Aptaker & Elizabeth Berger                 | 2023. január 24. 2023. április 19.  |
| 12.  | 2.  | Nehéz szülés (Midwife Crisis)                                                                            | Pamela Fryman           | Daniel Libman & Matthew Libman                   | 2023. január 31. 2023. április 19.  |
| 13.  | 3.  | Újratervezés (The Reset Button)                                                                          | Pamela Fryman           | Donald Diego                                     | 2023. február 7. 2023. április 19.  |
| 14.  | 4.  | Szánalmas Deirdre (Pathetic Deirdre)                                                                     | Pamela Fryman           | Amelie Gillette                                  | 2023. február 14. 2023. április 19. |
| 15.  | 5.  | Érted bármit (Ride or Die)                                                                               | Pamela Fryman           | Owen Ellickson                                   | 2023. február 21. 2023. április 19. |
| 16.  | 6.  | Univerzális terápia (Universal Therapy)                                                                  | Michael Shea            | Christopher Encell                               | 2023. február 28. 2023. április 19. |
| 17.  | 7.  | Egy szörnyű, rémes, nagyon rossz Valentina-nap (A Terrible, Horrible, No Good, Very Bad Valentine's Day) | Pamela Fryman           | Amy-Jo Perry                                     | 2023. március 7. 2023. április 19.  |
| 18.  | 8.  | Megjutalmazódás (Rewardishment)                                                                          | Phill Lewis             | Jeremy Roth                                      | 2023. március 14. 2023. április 19. |
| 19.  | 9.  | Az üdvözlési protokoll (The Welcome Protocol)                                                            | Phill Lewis             | Ria Sardana                                      | 2023. március 21. 2023. április 19. |
| 20.  | 10. | Kaland (I'm His Swish)                                                                                   | Anthony Rich            | M. Dickson                                       | 2023. március 28. 2023. április 19. |
| 21.  | 11. | Apuci (Daddy)                                                                                            | Pamela Fryman           | Isaac Aptaker & Elizabeth Berger                 | 2023. március 28. 2023. április 19. |
| 22.  | 12. | Nem Mamma Mia (Not a Mamma Mia)                                                                          | Pamela Fryman           | Donald Diego                                     | 2023. május 23. 2023. július 26.    |
| 23.  | 13. | Családi vállalkozás (Family Business)                                                                    | Pamela Fryman           | Amelie Gillette                                  | 2023. május 30. 2023. július 26.    |
| 24.  | 14. | Válóbuli (Disengagement Party)                                                                           | Pamela Fryman           | Owen Ellickson                                   | 2023. június 6. 2023. július 26.    |
| 25.  | 15. | Dolgozó csajok (Working Girls)                                                                           | Pamela Fryman           | Daniel Libman & Matthew Libman                   | 2023. június 13. 2023. július 26.   |
| 26.  | 16. | A Jersey-kapcsolat (The Jersey Connection)                                                               | Michael Shea            | Christopher Encell                               | 2023. június 20. 2023. július 26.   |
| 27.  | 17. | A kapcsolat megszakadt (Out of Sync)                                                                     | Gloria Calderón Kellett | Amy-Jo Perry                                     | 2023. június 27. 2023. július 26.   |
| 28.  | 18. | Szülőcsapda (Parent Trap)                                                                                | Pamela Fryman           | Jillian Dukes & Ally Thibault & Austin S. Harris | 2023. július 4. 2023. július 26.    |
| 29.  | 19. | Simlis Parker (Shady Parker)                                                                             | Pamela Fryman           | Jeremy Roth                                      | 2023. július 11. 2023. július 26.   |
| 30.  | 20. | Semmi vész, csak egy hurrikán (Okay Fine, It's a Hurricane)                                              | Pamela Fryman           | Isaac Aptaker & Elizabeth Berger & Ally Wyatt    | 2023. július 11. 2023. július 26.   |

## A sorozat készítése
Az Így jártam apátokkal próbaepizódját 2014-ben készítették el, azonban CBS nem rendelte be a sorozatot. 2016. december 14-én jelentették be, hogy Isaac Aptaker és Elizabeth Berger a korábbi spin-off próbaepizód új változatát írják.  Később bejelentették, hogy miután új szerződéseket írtak alá a 20th Century Fox Televisionnál, amelynek értelmében Aptakert és Bergert is vezető producerek és társshowrunnerek lesznek a Rólunk szól alkotója Dan Fogelman mellett, az ötletet felfüggesztték.
2017. augusztus 8-án Dana Walden, a Fox elnöke a Deadline Hollywoodnak elmondta, hogy a 20th Television harmadszor is megpróbálkozik a sorozattal, más írókkal. Három nappal a bejelentés után a Deadline arról számolt be, hogy Alison Bennett írja majd a sorozatot. Azt is megtudták, hogy Bays és Thomas ismét vezető producerként dolgozna. Ez a próbálkozás is meghiúsult.
2021. április 21-én a Hulu 10 részes sorozatrendelést adott a sorozatnak. Aptaker és Berger az alkotók, írók és vezető producerek is, míg Hilary Duff producerként fog tevékenykedni. A 20th Television részt vesz a sorozat gyártásában. 2021. június 24-én Pamela Fryman csatlakozott a sorozathoz, mint vezető producer és rendezője. 2022. február 15-én a Hulu megújította a sorozatot egy 20 részes második évaddal.